# 기베르 드 노장
기베르 드 노장(Guibert of Nogent, 1055년 경 ~ 1124년)은 베네딕도회 사학자, 신학자, 저자이다. 기베르는 자신의 시대에서는 상대적으로 잘 알려진 인물은 아니며 동시대 사람들에게 사실상 언급된 적은 없다. 최근에 중세의 삶에 대한 시야를 제공했던 그의 자서전적 회고록과 인성에 관심을 가진 학자들의 집중을 받았다.